# WISE 0855–0714
WISE 0855–0714，完整編號WISE J085510.83–071442.5，是一顆距離地球7.175+0.783
−0.652光年（2.2+0.24
−0.2秒差距）的（次）棕矮星，天文學家凱文·魯赫曼分析廣域紅外線巡天探測衛星（WISE）的資料後，於2014年宣布發現該天體。 截至2014年4月，它是已知的恆星和棕矮星中自行第三高（8.1+0.1
−0.1″ yr–1），以及恆星視差第四大的天體（454+45
−45 mas），這代表它是太陽系外距離太陽第四近的恆星系。它也是已知棕矮星或次棕矮星中溫度最低的，表面溫度只有225至260 K（−48至−13 °C）。

## 概要

### 觀測

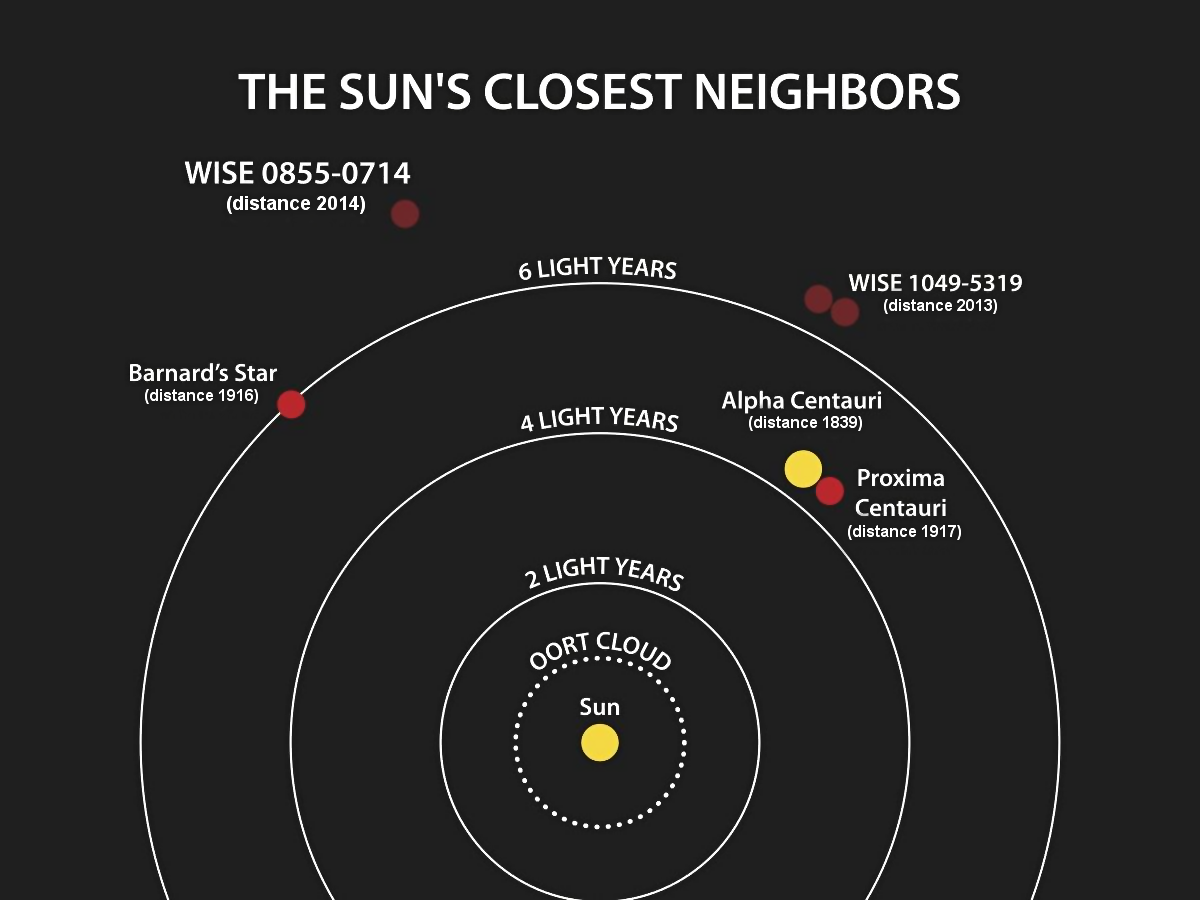
距離太陽最近的幾個恆星和棕矮星，包含WISE 0855–0714，本圖並標註天體和太陽距離確認年份。

WISE 0855–0714最早於2013年發現，之後由史匹哲太空望遠鏡和北雙子望遠鏡進行後續觀測。它的完整編號WISE J085510.83–071442.5來自於它的天球座標，因此在天球上位於長蛇座。
基於對WISE 0855–0714的直接觀測資料，它的高視差值是因為它和太陽系的距離所造成。造成這現象的原因是因為它和太陽距離7.2+0.7
−0.7光年，因為視差效應的程度和觀測的清晰度，該距離值的誤差範圍並不大。天文學家因為隨時間持續觀測，發現其自行明顯而得以發現它。不過自行的量與天體在銀河系中相對於太陽系的運動速度和天體與太陽系距離有關。如果天體的運動很快，但距離太陽系遠；或者運動慢但距離較近；或者在太陽附近高速移動，但卻是以高方位角靠近或遠離太陽，那麼自行的值就較低。
WISE 0855–0714在不同波段熱紅外線下的光度與它的絕對星等一起套用在不同的模型中，這是因為天文學家知道它的距離。而最能描述其亮度的波段是波長4.6 µm的W2波段，視星等13.89+0.05
−0.05，雖然在波長更長的紅外線波段中亮度更高。
2014年8月27日，卡內基科學研究所研究團隊在拉斯坎帕纳斯天文台觀測到，WISE 0855–0714可能擁有水冰雲層。

### 由理論模型得知的成果
基於WISE 0855–0714的理論模型，天文學家推論它的質量在3到10倍木星質量之間。在次棕矮星或其他行星質量體的質量範圍內。
2003年時國際天文聯會定義高於13倍木星質量，可以核融合形成氘的天體為棕矮星，質量低於這個值且環繞其他天體的為行星。至今WISE 0855–0714仍是單一天體，雖然它可能是個星際行星。而首個被確認的這類天體是2004年發現的蝘蜓座110913-773444。
綜合其光度、距離和質量資料，WISE 0855–0714被認為是已觀測到的棕矮星中最低溫的。根據理論模型推測，它的表面有效溫度大約是225至260 K（−48至−13 °C）。

## 延伸閱讀
- Beichman, C.; Gelino, Christopher R.; Kirkpatrick, J. Davy; Cushing, Michael C.; Dodson-Robinson, Sally; Marley, Mark S.; Morley, Caroline V.; Wright, E. L. . The Astrophysical Journal. 2014, 783 (2): 68  [2014-05-16]. arXiv:1401.1194v2 . doi:10.1088/0004-637X/783/2/68. （原始内容存档于2021-11-04）.